# Urlaub für die Liebe
Urlaub für die Liebe (Originaltitel The Clock) ist ein US-amerikanischer Spielfilm unter Regie von Vincente Minnelli aus dem Jahr 1945. Der Film über eine Liebesgeschichte im Rahmen des Zweiten Weltkrieges entstand nach einer Geschichte von Pauline und Paul Gallico.

## Handlung
Der junge Corporal Joe Allen muss in zwei Tagen nach Übersee in den Zweiten Weltkrieg und kommt nach New York City. Der junge Mann aus dem ländlichen Indiana fühlt sich von der großen Stadt überfordert und setzt sich in den Bahnhof, als die junge Sekretärin Alice Mayberry über ihn stolpert und ihren Schuhabsatz verliert. Joe verliebt sich sofort in sie und da er niemanden in der Stadt kennt, fragt er Alice, ob er sie begleiten darf und nebenbei New York kennenlernen kann. Alice findet Joe sympathisch, verhält sich aber zunächst reserviert gegenüber dem Fremden. Sie besuchen den Central Park und das Metropolitan Museum. Nach einem vergnüglichen Nachmittag verabschiedet Joe Alice, die mit dem Bus nach Hause fährt. Doch Joe ist der Gedanke, sie niemals wiederzusehen, unerträglich, und er verfolgt den Bus. Alice verabredet sich mit ihm für den Abend. Zu Hause erzählt Alice ihrer Mitmieterin Helen von der neuen Bekanntschaft. Diese warnt Alice vor einer Liebesgeschichte mit Soldaten, da diese nur von kurzer Dauer sein könnten.
Alice trifft sich zum Abendessen mit Joe, und der Abend entwickelt sich so romantisch, dass sie darüber die Zeit vergessen. Alice verpasst den letzten Bus nach Hause. Joe versucht, ein Taxi zu bekommen, verwechselt allerdings einen Milchauslieferer mit einem Taxi. Der Milchauslieferer Al Henry verspricht den beiden, Alice nach Haus zu bringen, jedoch nur unter der Voraussetzung, dass die beiden ihm bei der Milchauslieferung helfen. Die Lieferungen dauern bis in den frühen Morgen. In einem Restaurant kommt es zu einem Streit mit einem Betrunkenen, der Al niederschlägt. Al ist verletzt und kann die restliche Auslieferung nicht mehr vornehmen. Dies erledigen Alice und Joe für ihn. Zum Dank lädt Al die beiden zu sich nach Haus ein, wo seine Frau ihnen ein Frühstück zubereitet. Die Henrys erkennen sogleich die Verliebtheit des jungen Paares und erzählen ihnen, wie sie vor fast 40 Jahren nach nur kurzer Bekanntschaft geheiratet hatten, da man eigentlich schnell merke, ob man den Rest des Lebens mit dem anderen verbringen will.
Alice und Joe kommen nach ihrem Besuch bei den Henrys ins Nachdenken und beschließen, noch am heutigen Tag zu heiraten. In der überfüllten U-Bahn werden sie jedoch getrennt. Verzweifelt beginnen sie, sich gegenseitig zu suchen. In ihrer Not begeben sich beide zur Pennsylvania Station, an der sie sich am Tag zuvor das erste Mal getroffen hatten, und finden sich wieder. Sofort gehen sie zum Standesamt und können nach einigen bürokratischen Hürden heiraten. Alice ist jedoch plötzlich erschrocken. Ihr ging die Zeremonie zu hektisch und lieblos voran, sie hätte sich eine romantischere Hochzeit gewünscht. Um sie zu beruhigen, geht Joe mit ihr in eine Kirche, und sie wiederholen feierlich ihren Eheschwur. Nun naht die Zeit des Abschieds. Am nächsten Morgen muss Joe sich bei seiner Einheit melden und verabschiedet sich an die Front. Wenn er aus dem Krieg zurückkehrt, können sie ihr Eheleben beginnen.

## Hintergrund
Die Rolle der Alice in Urlaub für die Liebe war für Judy Garland die erste dramatische Rolle ihrer Filmkarriere und damit der erste Film, in dem sie kein einziges Lied sang. Die Produzenten bei MGM wollten nach ihrem Riesenerfolg mit Meet Me in St. Louis (1944) austesten, ob Garland genug dramatisches Talent für eine ernste Rolle besaß. Sie ist in dem Film zwar als Sängerin mit dem Song „If I Had You“ zu hören, doch das Lied ist im Film nur einmal als Hintergrundmusik aus dem Radio zu hören.
The Clock sollte zunächst von Regisseur Jack Conway inszeniert werden, der aber krankheitsbedingt ausfiel und durch Fred Zinnemann ersetzt wurde. Die Dreharbeiten wurden im Sommer 1944 mit Zinnemann begonnen, sein Verhältnis zu der Hauptdarstellerin Judy Garland und dem Produzenten Arthur Freed war allerdings angespannt. Zinnemann und Garland waren sich zwar nicht ganz unsympathisch, doch sie wünschte sich Vincente Minnelli, der kurz zuvor mit ihr erfolgreich an Meet Me in St. Louis gearbeitet hatte und sie 1945 heiraten sollte. Nach wenigen Wochen ersetzte Minnelli daher Zinnemann.  Minnelli drehte alle Szenen neu und schloss die Dreharbeiten im November 1944 ab. Obwohl der Film ausschließlich in New York spielt, entstanden die Szenen mit den Schauspielern in den Studios von MGM. Um dem Film dennoch einen New Yorker Flair zu verleihen, erbaute Minnelli aufwendige Filmsets und baute Filmmaterial von New Yorker Plätzen und Sehenswürdigkeiten in The Clock ein.
James und Lucile Gleason, die das Ehepaar Henry spielen, waren auch im echten Leben verheiratet – insgesamt 42 Jahre bis zu Lucile Gleasons Tod 1947. Moyna MacGill, die Mutter von Angela Lansbury, spielt in einer stummen Rolle in der nächtlichen Imbissszene die essende Frau an der Theke. Eine Reihe von Personen haben Cameo-Auftritte: Der MGM-Hauskomponist Roger Edens spielt einen Pianisten, der Produzent Arthur Freed zündet in einer Szene die Zigarette von Joe Allen an, und der Schriftsteller sowie Drehbuchautor Robert Nathan spielt einen Pfeifenraucher. Die Szenenbildner an The Clock waren Edwin B. Willis, William Ferrari und Cedric Gibbons, für die Kostüme war Irene Lentz verantwortlich.

## Veröffentlichung
The Clock feierte am 22. März 1945 seine Premiere, am 25. Mai 1945 kam der Film landesweit in die amerikanischen Kinos. Im deutschsprachigen Raum erschien er nie regulär in den Kinos, sondern verzeichnete erst 1991 mit einer Fernsehausstrahlung seine Premiere. Laut Mannix-Akte nahm The Clock, dessen Budget rund eineinhalb Millionen US-Dollar betrug, rund 2,78 Millionen US-Dollar an den Kinos ein. Damit erzeugte er für MGM einen Profit von 217.000 US-Dollar, was allerdings ein geringerer Gewinn als die vorangegangenen Musicals von Garland war.

## Kritiken
Die Kritiken für The Clock fielen im Allgemeinen freundlich aus. James Agee lobte in der Time, was Minnelli aus einer eigentlich gewöhnlichen Geschichte herausgeholt habe. Seine Talente seien so „vielseitig und großzügig, dass er sogar den unglaubwürdigsten Romantismus in etwas denkwürdiges verwandelt. Es ist Regisseur Minnelli, der einer Passage wie dem stummen Frühstück ihr Leuchten gibt.“ Er habe auch „die meisten seiner Nebendarsteller, Statisten, Menschenmassen und Straßen so gut verwendet“, dass man sich hin und wieder wundere, ob der Film nicht tatsächlich heimlich mit Kameras in New York gedreht worden sei.

„Hollywood-Märchen mit bittersüßem Grundton, routiniert inszeniert, hervorragend besetzt. Reizvoll durch die zahlreichen Originalaufnahmen von New York, wohingegen die drohende Kriegsrealität eher verklärt wird.“

Der All Movie Guide schreibt, dass Minnelli und Garland mit The Clock erstmals die Chance bekommen hätten, ihr Potenzial außerhalb des Musicalgenres zu zeigen – dazu wären sie „auf schöne Weise gekommen“. Minnellis Regie mache die Stadt New York zu einer komplexen dritten Hauptfigur, die wahlweise amüsant oder bedrohlich wirke. Die Leistungen von Garland und Walker in den Hauptrollen seien „sehr gut“, wobei Garland besonders durch ihre Augen die Emotionen ihrer Figur ausdrücke. Zu den Hauptdarstellern steht geschrieben: „Da ist eine ungewöhnliche Chemie zwischen den beiden, eine Chemie, deren Stimmigkeit nicht immer sicher wirkt, was auch der Unsicherheit der Beziehungen ihrer Charakter entspricht.“
Laut ihrer Biografin Anne Edwards erreichte Garland „niemals vor und niemals nach The Clock einen solchen filmischen Moment der Transzendenz, in dem sich Fantasie in Realität verwandelt“ wie in mehreren der Szenen mit Robert Walker. Es sei ein Film voller „denkwürdiger Bilder und Momente“.